# Nicodamus mainae
Nicodamus mainae is een spinnensoort in de taxonomische indeling van de Nicodamidae.
Het dier behoort tot het geslacht Nicodamus. De wetenschappelijke naam van de soort werd voor het eerst geldig gepubliceerd in 1995 door M. S. Harvey.